# Challenge Cup 2008
Der Challenge Cup 2008 (aus Sponsoringgründen auch als Carnegie Challenge Cup bezeichnet) war die 107. Ausgabe des jährlichen Rugby-League-Turniers Challenge Cup. Im Finale gewann der St Helens RLFC 28:16 gegen die Hull FC und gewann damit das Turnier zum 12. Mal.

## Erste Runde
|  | Askam | 12 : 20 | West Bowling |  |
|  |       |         |              |  |

|  | Bradford Dudley Hill | 72 : 0 | Dewsbury Celtic |  |
|  |                      |        |                 |  |

|  | Bramley Buffaloes | 24 : 16 | Castleford Panthers |  |
|  |                   |         |                     |  |

|  | British Army | 34 : 12 | Thatto Heath Crusaders |  |
|  |              |         |                        |  |

|  | Castleford Lock Lane | 18 : 32 | Royal Navy |  |
|  |                      |         |            |  |

|  | Drighlington | 10 : 20 | Bank Quay Bulls |  |
|  |              |         |                 |  |

|  | East Hull | 54 : 6 | Royal Air Force |  |
|  |           |        |                 |  |

|  | Eastmoor Dragons | 10 : 23 | Queens |  |
|  |                  |         |        |  |

|  | Eccles & Salford | 10 : 28 | Leigh East |  |
|  |                  |         |            |  |

|  | Ellenborough Rangers | 17 : 1 | Saddleworth Rangers |  |
|  |                      |        |                     |  |

|  | Hull Wyke | 18 : 14 | York Acorn |  |
|  |           |         |            |  |

|  | Ince Rose Bridge | 28 : 6* | Hunslet Old Boys |  |
|  |                  |         |                  |  |

|  | Leigh Miners Rangers | 24 : 18 | Halton Simms Cross |  |
|  |                      |         |                    |  |

|  | Rochdale Mayfield | 48 : 4 | Crosfields |  |
|  |                   |        |            |  |

|  | Millom | 38 : 0 | Milford Marlins |  |
|  |        |        |                 |  |

|  | Normanton Knights | 38 : 8 | Edinburgh Eagles |  |
|  |                   |        |                  |  |

|  | Oulton Raiders | 48 : 4 | Oldham St Annes |  |
|  |                |        |                 |  |

|  | Seaton Rangers | 6 : 38 | Featherstone Lions |  |
|  |                |        |                    |  |

|  | Siddal | 62 : 6 | Egremont Rangers |  |
|  |        |        |                  |  |

|  | Skirlaugh Bulls | 46 : 14 | Waterhead |  |
|  |                 |         |           |  |

|  | St Albans Centurions | 16 : 42 | Hull Dockers |  |
|  |                      |         |              |  |

|  | St Mary’s University College | 22 : 30 | Warrington Wizards |  |
|  |                              |         |                    |  |

|  | Stanningley | 16 : 10 | Shaw Cross Sharks |  |
|  |             |         |                   |  |

|  | Thornhill Trojans | 20 : 26 | Leeds Metropolitan University |  |
|  |                   |         |                               |  |

|  | Wath Brow Hornets | 58 : 4 | Heworth |  |
|  |                   |        |         |  |

|  | West Hull | 48 : 14 | Widnes St Maries |  |
|  |           |         |                  |  |

|  | Wigan St Patricks | 44 : 14 | Ovenden |  |
|  |                   |         |         |  |

- Das Spiel wurde abgebrochen und als Sieg für Ince Rose Bridge gewertet, nachdem vier Spieler der Hunslet Old Boys vom Platz verwiesen wurden.[1]

## Zweite Runde
|  | Bank Quay Bulls | 29 : 0 | Millom |  |
|  |                 |        |        |  |

|  | Bramley Buffaloes | 16 : 26 | Wigan St Patricks |  |
|  |                   |         |                   |  |

|  | Hull Dockers | 14 : 19 | Skirlaugh Bulls |  |
|  |              |         |                 |  |

|  | Ince Rose Bridge | 25 : 26 | British Army |  |
|  |                  |         |              |  |

|  | Leeds Metropolitan University | 20 : 8 | Leigh East |  |
|  |                               |        |            |  |

|  | Leigh Miners Rangers | 64 : 12 | Wereja Moskau |  |
|  |                      |         |               |  |

|  | Normanton Knights | 18 : 38 | East Hull |  |
|  |                   |         |           |  |

|  | Oulton Raiders | 18 : 14 | West Hull |  |
|  |                |         |           |  |

|  | Royal Navy | 6 : 36 | Rochdale Mayfield |  |
|  |            |        |                   |  |

|  | Siddal | 6 : 17 | Queens |  |
|  |        |        |        |  |

|  | Warrington Wizards | 26 : 10 | Stanningley |  |
|  |                    |         |             |  |

|  | Wath Brow Hornets | 8 : 6 | Ellenborough Rangers |  |
|  |                   |       |                      |  |

|  | West Bowling | 16 : 34 | Featherstone Lions |  |
|  |              |         |                    |  |

|  | York Acorn | 14 : 6 | Bradford Dudley Hill |  |
|  |            |        |                      |  |

## Dritte Runde
|  | Bank Quay Bulls | 6 : 36 | Hunslet Hawks |  |
|  |                 |        |               |  |

|  | Batley Bulldogs | 42 : 10 | East Hull |  |
|  |                 |         |           |  |

|  | Blackpool Panthers | 16 : 23 | Featherstone Rovers |  |
|  |                    |         |                     |  |

|  | British Army | 10 : 56 | Oldham Roughyeds |  |
|  |              |         |                  |  |

|  | Celtic Crusaders | 58 : 10 | RC Lokomotive Moskau |  |
|  |                  |         |                      |  |

|  | Gateshead Thunder | 24 : 26 | Salanque Méditerranée Pia XIII |  |
|  |                   |         |                                |  |

|  | Keighley Cougars | 14 : 17 | Toulouse Olympique |  |
|  |                  |         |                    |  |

|  | Leeds Metropolitan University | 16 : 44 | Doncaster |  |
|  |                               |         |           |  |

|  | Leigh Centurions | 66 : 0 | Featherstone Lions |  |
|  |                  |        |                    |  |

|  | Leigh Miners Rangers | 14 : 40 | Whitehaven |  |
|  |                      |         |            |  |

|  | London Skolars | 20 : 8 | Queens |  |
|  |                |        |        |  |

|  | Rochdale Mayfield | 10 : 30 | Barrow Raiders |  |
|  |                   |         |                |  |

|  | Oulton Raiders | 24 : 54 | Dewsbury Rams |  |
|  |                |         |               |  |

|  | Rochdale Hornets | 50 : 8 | York Acorn |  |
|  |                  |        |            |  |

|  | Salford City Reds | 66 : 10 | Warrington Wizards |  |
|  |                   |         |                    |  |

|  | Sheffield Eagles | 22 : 37 | Lézignan Sangliers |  |
|  |                  |         |                    |  |

|  | Wath Brow Hornets | 14 : 40 | Swinton Lions |  |
|  |                   |         |               |  |

|  | Widnes Vikings | 60 : 18 | Skirlaugh Bulls |  |
|  |                |         |                 |  |

|  | Wigan St Patricks | 14 : 50 | Workington Town |  |
|  |                   |         |                 |  |

|  | York City Knights | 12 : 34 | Halifax |  |
|  |                   |         |         |  |

## Vierte Runde
| 18. April 20:00 | Leeds Rhinos    | 38 : 16 | Celtic Crusaders | Headingley Carnegie Stadium, Leeds Zuschauer: 5.087 Schiedsrichter: Phil Bentham |
| 18. April 20:00 | (14:10) Bericht |         |                  | Headingley Carnegie Stadium, Leeds Zuschauer: 5.087 Schiedsrichter: Phil Bentham |

| 18. April | Whitehaven | 46 : 6 | Lézignan Sangliers | Recreation Ground, Whitehaven Zuschauer: 1.250 Schiedsrichter: Robert Hicks |
| 18. April |            |        |                    | Recreation Ground, Whitehaven Zuschauer: 1.250 Schiedsrichter: Robert Hicks |

| 19. April 15:00 | Bradford Bulls | 98 : 6 | Toulouse Olympique | Odsal Stadium, Bradford Zuschauer: 3.569 Schiedsrichter: Jamie Leahy |
| 19. April 15:00 | (58:6) Bericht |        |                    | Odsal Stadium, Bradford Zuschauer: 3.569 Schiedsrichter: Jamie Leahy |

| 19. April 17:30 | Harlequins RL  | 44 : 14 | Castleford Tigers | The Stoop, London Zuschauer: 2.108 Schiedsrichter: Richard Silverwood |
| 19. April 17:30 | (0:14) Bericht |         |                   | The Stoop, London Zuschauer: 2.108 Schiedsrichter: Richard Silverwood |

| 20. April 15:00 | Barrow Raiders | 48 : 16 | Hunslet Hawks | Craven Park, Barrow Zuschauer: 1.237 Schiedsrichter: Thierry Alibert |
| 20. April 15:00 | (26:6) Bericht |         |               | Craven Park, Barrow Zuschauer: 1.237 Schiedsrichter: Thierry Alibert |

| 20. April 15:00 | Batley Bulldogs | 12 : 26 | Dewsbury Rams | Mount Pleasant, Batley Zuschauer: 1.410 Schiedsrichter: Dave Merrick |
| 20. April 15:00 | (8:14) Bericht  |         |               | Mount Pleasant, Batley Zuschauer: 1.410 Schiedsrichter: Dave Merrick |

| 20. April 15:00 | Doncaster       | 12 : 38 | Widnes Vikings | Keepmoat Stadium, Doncaster Zuschauer: 1.541 Schiedsrichter: Ian Smith |
| 20. April 15:00 | (12:22) Bericht |         |                | Keepmoat Stadium, Doncaster Zuschauer: 1.541 Schiedsrichter: Ian Smith |

| 20. April 15:00 | Featherstone Rovers | 12 : 22 | Dragons Catalans | Post Office Road, Featherstone Zuschauer: 890 Schiedsrichter: Ben Thaler |
| 20. April 15:00 | (4:16) Bericht      |         |                  | Post Office Road, Featherstone Zuschauer: 890 Schiedsrichter: Ben Thaler |

| 20. April 15:00 | Halifax         | 24 : 42 | Huddersfield Giants | The Shay, Halifax Zuschauer: 3.794 Schiedsrichter: Gareth Hewer |
| 20. April 15:00 | (12:22) Bericht |         |                     | The Shay, Halifax Zuschauer: 3.794 Schiedsrichter: Gareth Hewer |

| 20. April 15:00 | Leigh Centurions | 16 : 28 | Warrington Wolves | Hilton Park, Leigh Zuschauer: 4.273 Schiedsrichter: Steve Ganson |
| 20. April 15:00 | (0:16) Bericht   |         |                   | Hilton Park, Leigh Zuschauer: 4.273 Schiedsrichter: Steve Ganson |

| 20. April 15:00 | Rochdale Hornets | 5 : 42 | Hull FC | Spotland Stadium, Rochdale Zuschauer: 1.418 Schiedsrichter: Mike Dawber |
| 20. April 15:00 | (5:24) Bericht   |        |         | Spotland Stadium, Rochdale Zuschauer: 1.418 Schiedsrichter: Mike Dawber |

| 20. April 15:00 | St Helens      | 56 : 0 | London Skolars | Knowsley Road, St Helens Zuschauer: 3.258 Schiedsrichter: Jamie Child |
| 20. April 15:00 | (30:0) Bericht |        |                | Knowsley Road, St Helens Zuschauer: 3.258 Schiedsrichter: Jamie Child |

| 20. April 15:00 | Swinton Lions  | 8 : 20 | Oldham Roughyeds | Park Lane, Bury Zuschauer: 591 Schiedsrichter: Craig Halloran |
| 20. April 15:00 | (4:14) Bericht |        |                  | Park Lane, Bury Zuschauer: 591 Schiedsrichter: Craig Halloran |

| 20. April 15:00 | Wigan Warriors | 74 : 4 | Salanque Méditerranée Pia XIII | JJB Stadium, Wigan Zuschauer: 4.423 Schiedsrichter: Ronnie Laughton |
| 20. April 15:00 | (44:4) Bericht |        |                                | JJB Stadium, Wigan Zuschauer: 4.423 Schiedsrichter: Ronnie Laughton |

| 20. April 15:30 | Workington Town | 12 : 68 | Hull Kingston Rovers | Derwent Park, Workington Zuschauer: 1.227 Schiedsrichter: M. Drizza |
| 20. April 15:30 | (6:36) Bericht  |         |                      | Derwent Park, Workington Zuschauer: 1.227 Schiedsrichter: M. Drizza |

| 20. April 17:30 | Salford City Reds | 8 : 38 | Wakefield Trinity Wildcats | The Willows, Salford Zuschauer: 2.159 Schiedsrichter: Ashley Klein |
| 20. April 17:30 | (8:22) Bericht    |        |                            | The Willows, Salford Zuschauer: 2.159 Schiedsrichter: Ashley Klein |

## Fünfte Runde
| 10. Mai 15:00 | St Helens       | 40 : 34 | Warrington Wolves | Knowsley Road, St Helens Zuschauer: 8.570 Schiedsrichter: Richard Silverwood |
| 10. Mai 15:00 | (18:14) Bericht |         |                   | Knowsley Road, St Helens Zuschauer: 8.570 Schiedsrichter: Richard Silverwood |

| 11. Mai 13:15 | Hull Kingston Rovers | 42 : 22 | Huddersfield Giants | Craven Park, Hull Zuschauer: 6.618 Schiedsrichter: Phil Bentham |
| 11. Mai 13:15 | (22:12) Bericht      |         |                     | Craven Park, Hull Zuschauer: 6.618 Schiedsrichter: Phil Bentham |

| 11. Mai 15:00 | Barrow Raiders | 6 : 58 | Wakefield Trinity Wildcats | Craven Park, Barrow Zuschauer: 2.615 Schiedsrichter: Jamie Leahy |
| 11. Mai 15:00 | (0:28) Bericht |        |                            | Craven Park, Barrow Zuschauer: 2.615 Schiedsrichter: Jamie Leahy |

| 11. Mai 15:00 | Bradford Bulls | 46 : 16 | Dragons Catalans | Odsal Stadium, Bradford Zuschauer: 5.057 Schiedsrichter: Ben Thaler |
| 11. Mai 15:00 | (30:4) Bericht |         |                  | Odsal Stadium, Bradford Zuschauer: 5.057 Schiedsrichter: Ben Thaler |

| 11. Mai 15:00 | Dewsbury Rams  | 12 : 58 | Oldham Roughyeds | Crown Flatt, Dewsbury Zuschauer: 1.103 Schiedsrichter: Gareth Hewer |
| 11. Mai 15:00 | (6:18) Bericht |         |                  | Crown Flatt, Dewsbury Zuschauer: 1.103 Schiedsrichter: Gareth Hewer |

| 11. Mai 15:00 | Harlequins RL  | 26 : 36 | Leeds Rhinos | The Stoop, London Zuschauer: 2.287 Schiedsrichter: Ian Smith |
| 11. Mai 15:00 | (4:18) Bericht |         |              | The Stoop, London Zuschauer: 2.287 Schiedsrichter: Ian Smith |

| 11. Mai 15:00 | Widnes Vikings  | 18 : 32 | Hull FC | Lowerhouse Lane, Widnes Zuschauer: 4.102 Schiedsrichter: Ronnie Laughton |
| 11. Mai 15:00 | (12:16) Bericht |         |         | Lowerhouse Lane, Widnes Zuschauer: 4.102 Schiedsrichter: Ronnie Laughton |

| 12. Mai 19:30 | Wigan Warriors | 106 : 8 | Whitehaven | JJB Stadium, Wigan Zuschauer: 3.814 Schiedsrichter: Richard Silverwood |
| 12. Mai 19:30 | (48:8) Bericht |         |            | JJB Stadium, Wigan Zuschauer: 3.814 Schiedsrichter: Richard Silverwood |

## Viertelfinale
| 31. Mai 14:30 | Leeds Rhinos    | 23 : 16 | Wigan Warriors | Headingley Carnegie Stadium, Leeds Zuschauer: 10.129 Schiedsrichter: Richard Silverwood |
| 31. Mai 14:30 | (12:10) Bericht |         |                | Headingley Carnegie Stadium, Leeds Zuschauer: 10.129 Schiedsrichter: Richard Silverwood |

| 1. Juni 15:00 | Hull Kingston Rovers | 18 : 24 | St Helens | Craven Park, Hull Zuschauer: 8.304 Schiedsrichter: Ashley Klein |
| 1. Juni 15:00 | (12:12) Bericht      |         |           | Craven Park, Hull Zuschauer: 8.304 Schiedsrichter: Ashley Klein |

| 1. Juni 15:15 | Bradford Bulls | 16 : 22 | Hull FC | Odsal Stadium, Bradford Zuschauer: 5.597 Schiedsrichter: Steve Ganson |
| 1. Juni 15:15 | (6:16) Bericht |         |         | Odsal Stadium, Bradford Zuschauer: 5.597 Schiedsrichter: Steve Ganson |

| 1. Juni 15:30 | Wakefield Trinity Wildcats | 46 : 4 | Oldham Roughyeds | Belle Vue, Wakefield Zuschauer: 2.941 Schiedsrichter: Ben Thaler |
| 1. Juni 15:30 | (20:4) Bericht             |        |                  | Belle Vue, Wakefield Zuschauer: 2.941 Schiedsrichter: Ben Thaler |

## Halbfinale
| 26. Juli 12:30 | Leeds Rhinos   | 16 : 26 | St Helens | Galpharm Stadium, Huddersfield Zuschauer: 19.842 Schiedsrichter: Ashley Klein |
| 26. Juli 12:30 | (2:12) Bericht |         |           | Galpharm Stadium, Huddersfield Zuschauer: 19.842 Schiedsrichter: Ashley Klein |

| 27. Juli 15:30 | Wakefield Trinity Wildcats | 24 : 32 | Hull FC | Keepmoat Stadium, Doncaster Zuschauer: 14.716 Schiedsrichter: Richard Silverwood |
| 27. Juli 15:30 | (20:24) Bericht            |         |         | Keepmoat Stadium, Doncaster Zuschauer: 14.716 Schiedsrichter: Richard Silverwood |

## Finale
| 30. August 14:30 | St Helens                                                                                                | 28 : 16        | Hull FC                                                                        | Wembley Stadium, London Zuschauer: 82.821 Schiedsrichter: Steve Ganson |
| 30. August 14:30 | Versuche: Gidley 8. n.erh. Meli 18. erh., 65. erh. Wilkin 71. erh. Pryce 78. erh. Erhöhungen: Long (4/5) | (10:0) Bericht | Versuche: Yeaman 44. erh., 63. erh. Raynor 74. n.erh. Erhöhungen: Tickle (2/3) | Wembley Stadium, London Zuschauer: 82.821 Schiedsrichter: Steve Ganson |

| 1                  | Paul Wellens      |
| 2                  | Ade Gardner       |
| 3                  | Matthew Gidley    |
| 4                  | Willie Talau      |
| 5                  | Francis Meli      |
| 6                  | Leon Pryce        |
| 7                  | Sean Long         |
| 18                 | Bryn Hargreaves   |
| 9                  | Keiron Cunningham |
| 17                 | James Graham      |
| 12                 | Jon Wilkin        |
| 16                 | Chris Flannery    |
| 13                 | Paul Sculthorpe   |
| Auswechselspieler: |                   |
| 11                 | Lee Gilmour       |
| 14                 | James Roby        |
| 21                 | Paul Clough       |
| 23                 | Maurie Fa'asavalu |

| 25                 | Todd Byrne      |
| 2                  | Matt Sing       |
| 17                 | Graeme Horne    |
| 3                  | Kirk Yeaman     |
| 5                  | Gareth Raynor   |
| 13                 | Danny Washbrook |
| 23                 | Tommy Lee       |
| 8                  | Ewan Dowes      |
| 9                  | Shaun Berrigan  |
| 26                 | Peter Cusack    |
| 16                 | Willie Manu     |
| 12                 | Danny Tickle    |
| 11                 | Lee Radford     |
| Auswechselspieler: |                 |
| 6                  | Richard Horne   |
| 10                 | Gareth Carvell  |
| 27                 | Tom Briscoe     |
| 31                 | Jamie Thackray  |